# بوبريكاني
بوبريكاني هي قرية تقع في إقليم ياش في رومانيا وبلغ عدد سكانها 6,735 نسمة في عام 2002م.